# Yab-Alaha I
Yab-Alaha (... – 420) è stato un arcivescovo siro, metropolita di Seleucia-Ctesifonte e catholicos della Chiesa d'Oriente dal 415 al 420.

## Biografia
La sua biografia è scarsa. Informazioni sulla sua vita sono riportate da Barebreo nel Chronicon ecclesiasticum, dagli storici nestoriani Mari, ʿAmr e Sliba, e dalla Cronaca di Seert.
Secondo queste fonti, prima di diventare vescovo Seleucia-Ctesifonte, era monaco in un monastero da lui fondato sulle rive dell'Eufrate. Fu bene accetto alla corte di Yazdgard I per la sua vita pia e devota, contrassegnata da un miracolo, cose che favorirono la sua nomina al catholicosato nella prima metà del 415, come successore di Ahai sulla sede di Seleucia-Ctesifonte. Il re persiano si servì di lui come ambasciatore presso l'imperatore bizantino Teodosio II. Sul finire della sua vita convocò un sinodo della Chiesa d'Oriente, i cui atti si sono conservati nel Synodicon orientale.
Alla sua morte venne eletto come nuovo catholicos Mana.